# 久高島
久高島（くだかじま）は、沖縄本島東南端に位置する知念岬の東海上5.3kmにある、周囲8.0kmの細長い島である。全域が沖縄県南城市知念に属する。人口は238人、世帯数は153世帯（2020年4月末現在）。

## 地理
北東から南西方向にかけて細長く、最高地点でも標高17mと平坦な島である。将来懸念される津波襲来に備えて、300人を収容できる避難施設（上部は海抜21.35m）が設けられている。土質は島尻マージと呼ばれる赤土で保水力には乏しい。河沼はなく、水源は雨水と湧き水を貯める井泉（カー）に依存している。海岸沿いには珊瑚礁で出来た礁湖（イノー）が広がっている。
北東約2.1km沖にウガン岩がある。

## 歴史
琉球王国時代には国王が聞得大君を伴って久高島に渡り、礼拝を行っていた。後に本島の斎場御嶽（せいふぁうたき）から久高島を遙拝する形に変わり、1673年（延宝元年）からは、国王代理の役人が遙拝を務めるようになった。
近世・近代には鰹節の産地として知られ、徐葆光の『中山伝信録』でも「鰹節は久高島産のものが良質」と述べられている。
1945年1月7日に日本軍から強制立ち退き命令がだされ、金武町屋嘉の集落に身を寄せた (久高島住民強制疎開の碑)。そのためやんばるでの避難生活や収容所での栄養失調やマラリアで亡くなった住民が多いといわれ、沖縄戦での犠牲者は男性が13名、女性が24名、子どもが27名の計64名である。1946年5月に帰島が許された。
行政区域上は1908年（明治41年）の島嶼町村制施行時に島尻郡知念村久高となり、2006年（平成18年）に知念村が佐敷町、玉城村、大里村と合併したため、南城市知念字久高となった。
2021年（令和3年）11月、福徳岡の場の噴火から生じた大量の軽石が沖縄の海域に移動。安座真港と久高島をつなぐフェリーが欠航するなどの影響が出た。

## 社会
公有地や電力会社所有地などを除き、土地を自治会である字（あざ）名義で登記して「総有」する、琉球王朝時代の地割制度が唯一残っている。家を建てる時は字総会の許可を得て、普段は土地を自宅や畑として使うものの、島を出る際には字へ返す。島の約3分の2を占めるリゾート開発の計画が持ち上がったことをきっかけに、1988年、「久高島土地憲章」として明文化された。
リゾート計画は立ち消えとなり、 島内は観光開発がほとんどされず、集落は昔ながらの静かな雰囲気を残している。後述する各聖地を回るにも標識がないため、詳細な地図をあたるか、地元の人に聞かないと探すのは難しい。

## 文化

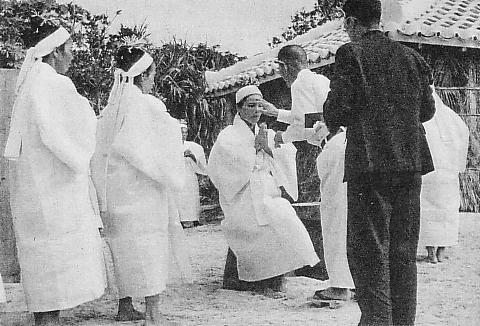
1954年に行われたイザイホー

- 琉球の創世神アマミキヨが天からこの島に降りてきて国づくりを始めたという、琉球神話聖地の島である。琉球王朝時代に沖縄本島最高の聖地とされた斎場御嶽は、この久高島に巡礼する国王が立ち寄った御嶽であり、久高島からの霊力（セジ）を最も集める場所と考えられていた。島内には御嶽、拝み所（うがんしょ）、殿（とぅん）、井（かー）などの聖地が散在しており、中でも島中央部にあるクボー御嶽は久高島第一の聖域であり、男子禁制である。
- 島北端のカベール岬は祖神アマミキヨが降り立ったとされる地であり、海神が白馬の姿で降臨したとも伝わる聖地である。

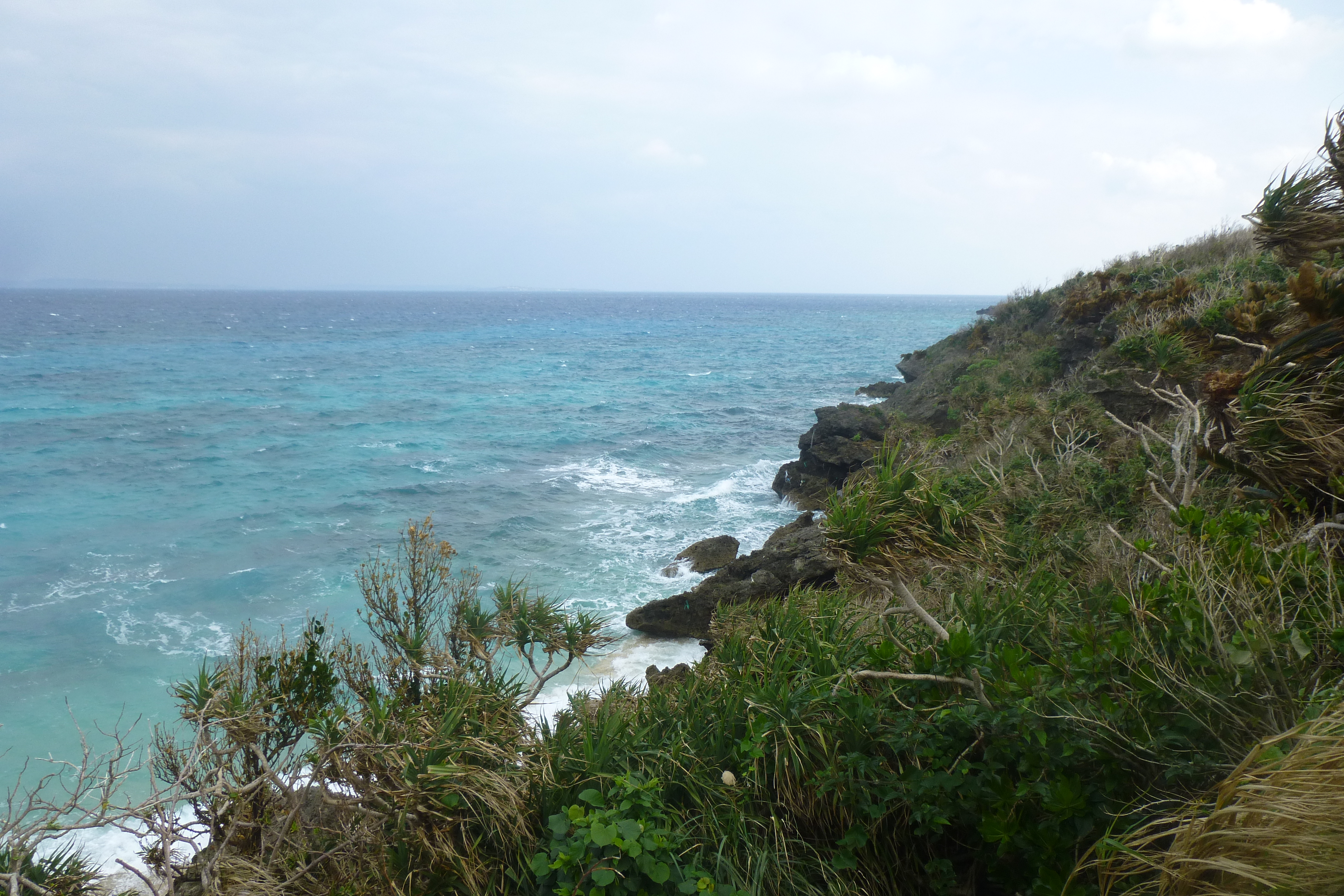
現在の久高島

- 久高島には琉球王朝に作られた神女組織「祝女（ノロ）」制度を継承し、12年に一度行われる秘祭イザイホーを頂点とした祭事を行うなど、女性を守護神とする母性原理の精神文化を伝えており、民俗学的に重要な島である。12年に一度の午（うま）年の旧暦11月15日からの6日間、島の30歳から41歳までの女性がナンチュという地位になるための儀礼として行われる。それにより一人前の女性として認められ、家族を加護する神的な力を得るとされる。ただしイザイホーは、後継者の不足のために1978年に行われた後、1990年、2002年、2014年は行われていない。

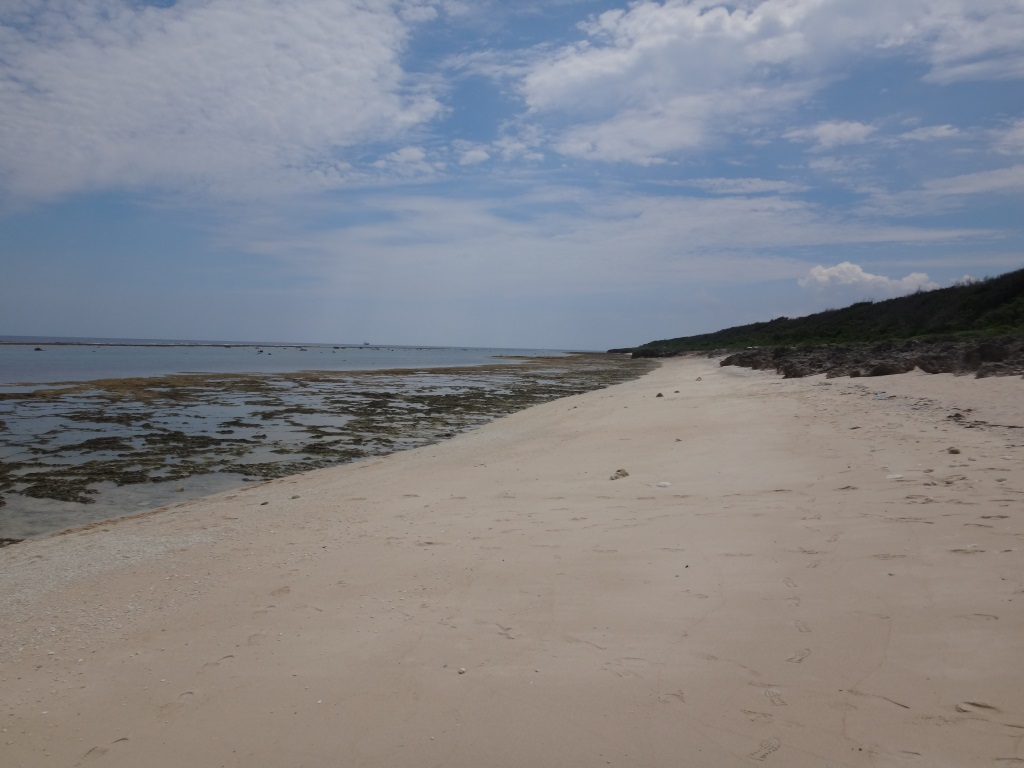
イシキ浜

- 久高島は海の彼方の異界ニライカナイにつながる聖地であり、穀物がニライカナイからもたらされたといわれている。『琉球国由来記』（1713年）によると、島の東海岸にある伊敷（イシキ）浜に流れ着いた壷の中に五穀の種子が入っていたと記載されており、五穀発祥の地とされる。島の伝承では流れ着いたのは壷ではなく瓢箪であり、それをアカッチュミとシマリバという名の夫婦が拾ったともいう。また、年始に男子一人につき伊敷浜の石を三個拾い、お守りとして家に置き、年末に浜に戻す儀式がある。
- かつて琉球時代に執り行われた「麦の穂祭り」など多くの五穀発祥にまつわる祭祀が年中行事として現在も残る。
- 中世から近世にかけて、久高海人は奄美群島まで出かけて、現地妻を作るなどしたため、奄美との交流の歴史は古い。奄美の一地方では、久高海人を意味する「くだかんちゅ」という言葉が、久高島周辺の沖縄諸島住民全体を指して用いられることがあった。
- かつて風葬が行われていた地であり、地元の方言による葬送歌なども存在する。
- 1966年のイザイホーの際に取材に来た芸術家の岡本太郎は祭りの最中に男子禁制のクボー御嶽に入り、風葬の地に入って墓を写真に撮り、写真を『週刊朝日』に掲載した。これが直接の原因ではないが、現在では久高島では風葬は行われていない。
- 岡本太郎の著書『沖縄文化論 - 忘れられた日本』（中央公論社刊 1972/10）によると、岡本は久高ノロの子息に案内されて1959年に大御嶽を訪れており「ここもかつては男子禁制だった。」と書いている。1966年の再訪の際にもクボ―御嶽に行って写真を撮影している。「那覇から来ている新聞記者」らと共に有志の案内で後生（ぐそう）を訪れ、ここで風葬を撮影した。
- 岡本太郎の久高島での風葬の撮影のいきさつとその詳しい内容は、ドキュメンタリー映画「岡本太郎の沖縄（完全版）」（2023年 葛山喜久監督）にて、関係者のインタビュー取材などを含め、初めてその内容の真相と全貌が描かれている。

## 産業
- 漁業では、主にモズク、海ぶどう等があるが、イラブー（エラブウミヘビ）を燻製にし、煮込んだイラブー汁はこの島の名物である。
- 農業では、ノニが有名である。ぷっかかー茶と呼ばれるノニの葉を用いたお茶が特産品となっている[10]。

## 交通

### 航路
久高海運
- 安座真（あざま）港 - 徳仁港（とくじんこう）[11]
  - 沖縄本島と久高島を結ぶ航路。フェリーの「フェリーくだか」と高速船「ニューくだかⅢ」が交互に3往復ずつ、計6往復。所要時間は高速船が約15分、フェリーが約20分。

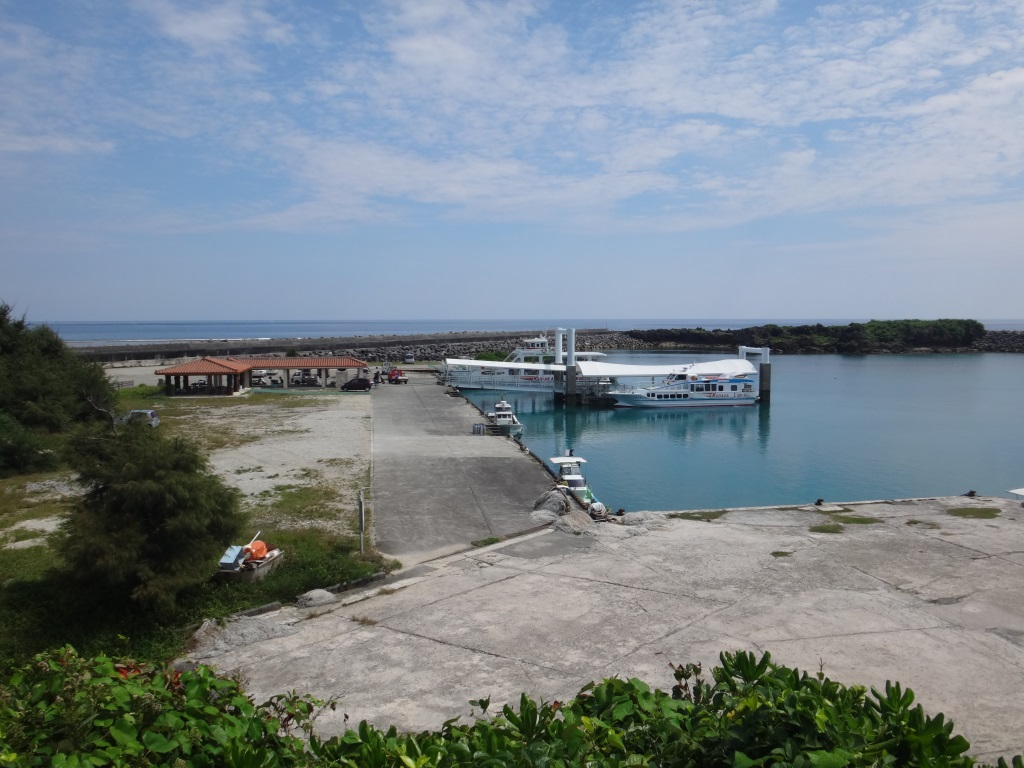
徳仁港
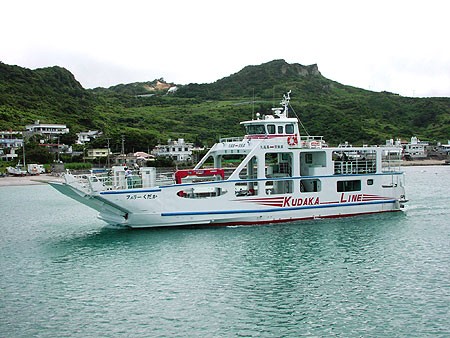
フェリーくだか
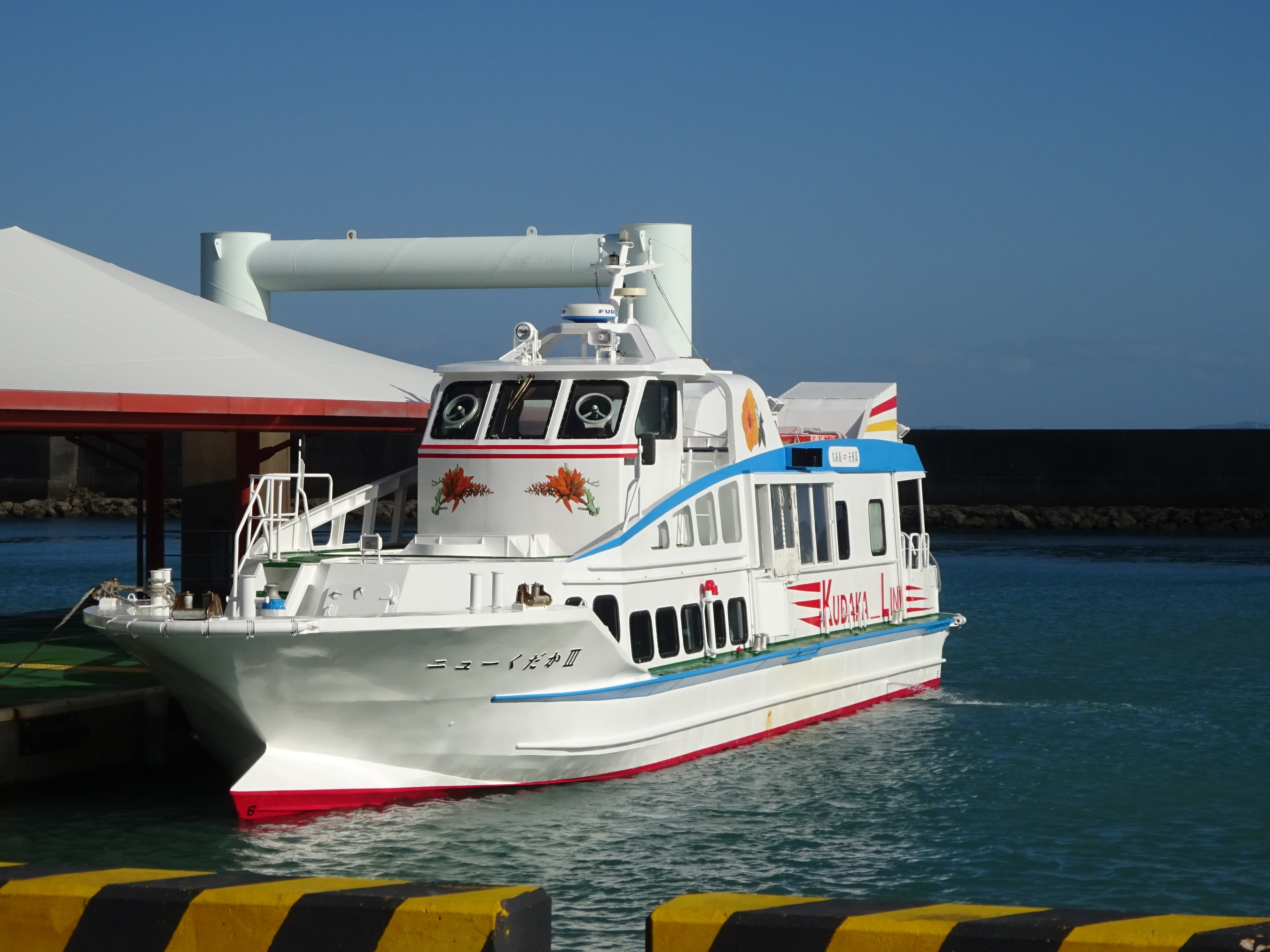
高速船ニューくだかⅢ

### 島内交通
島内には公共交通機関はない。

## 久高島を舞台とした作品
- ヤマタイカ - 星野之宣によるSF漫画。1992年に第23回星雲賞コミック部門で受賞し、後にバレエで舞台化された。1986年から1991年にかけて、月刊コミックトム（潮出版社）にて連載、
- 眠る女 - 池澤夏樹の短編小説。短編集の『骨は珊瑚、眼は真珠』に収められる。久高島のイザイホーが題材。